# Vavaʻu
Vavaʻu – jeden z trzech głównych archipelagów wchodzących w skład Tonga na Oceanie Spokojnym. Składa się z jednej dużej wyspy oraz 40 mniejszych. Vavaʻu wystaje do 204 m ponad poziom morza. Stolicą wyspy jest Neiafu, trzecie co do wielkości miasto na Tonga. Głównym zajęciem mieszkańców jest rybołówstwo. Vavaʻu jest znane ze swoich pięknych, nieskażonych plaż.

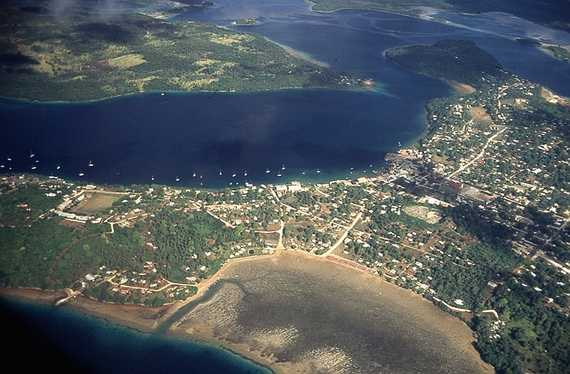
Neiafu na Vavaʻu z lotu ptaka
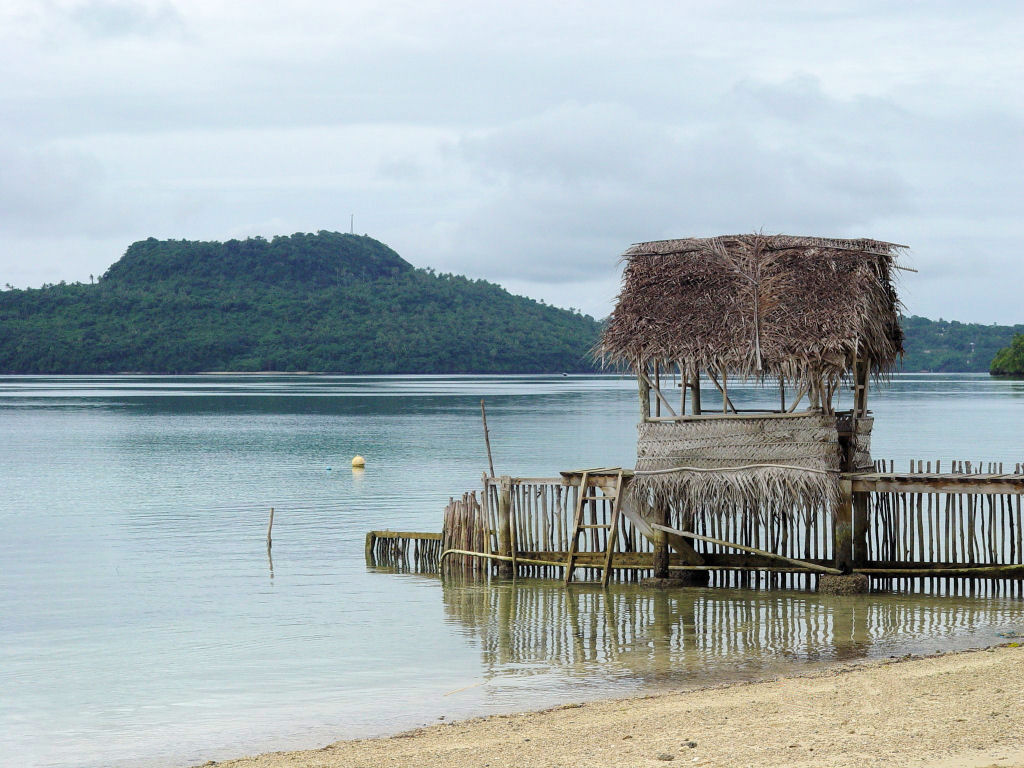
Plaże
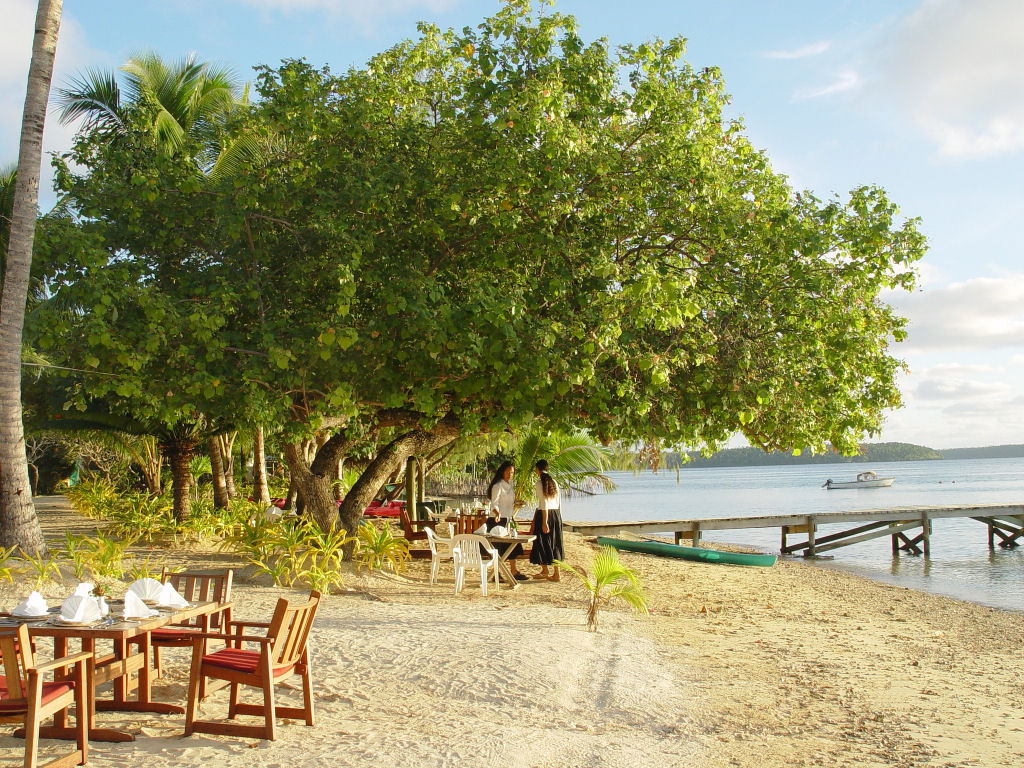
Plaże
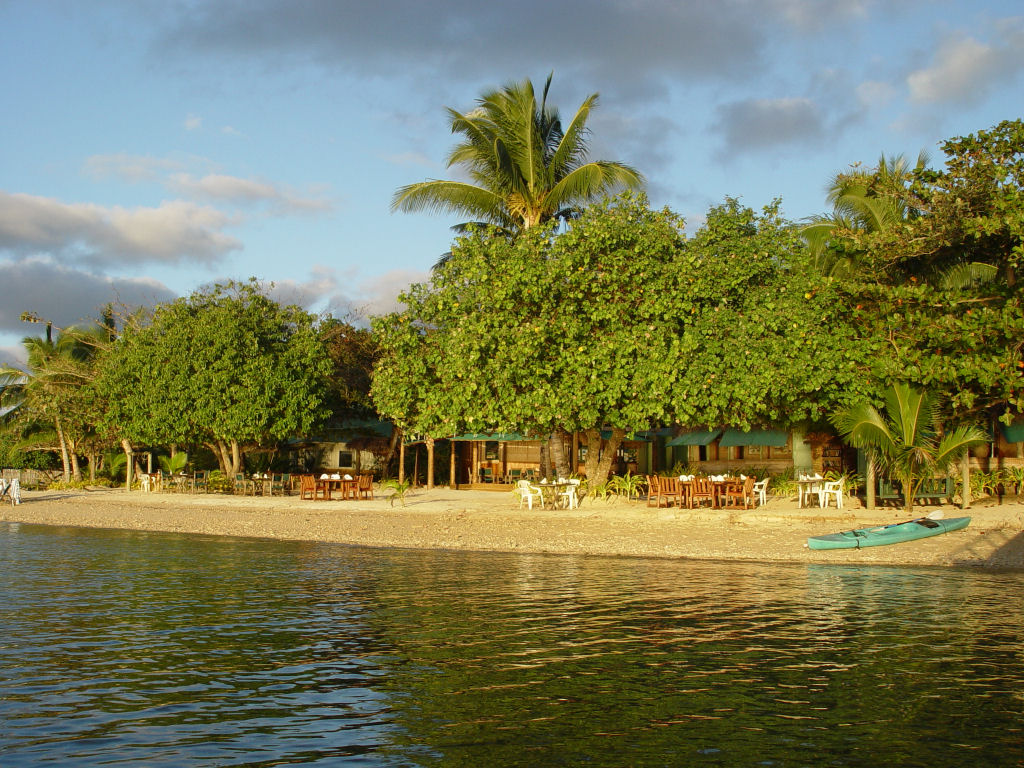
Plaże